# Sommeromys macrorhinos
Sommeromys macrorhinos  (Musser & Durden, 2002) è l'unica specie del genere Sommeromys (Musser & Durden, 2002), endemica dell'Isola di Sulawesi.

## Etimologia
Il termine generico deriva dalla combinazione del cognome di Helmut G.Sommer, già Tecnico Scientifico del dipartimento di mammologia presso l'American Museum of Natural History di New York e del suffisso greco -mys, riferito alle forme simili ai topi. Il termine specifico invece è derivato dalla combinazione delle parole greche macros-, lungo e -rhinos, naso, con evidente allusione all'eccezionale lunghezza delle ossa nasali.

## Descrizione

### Dimensioni
Roditore di piccole dimensioni, con lunghezza della testa e del corpo di 99 mm, la lunghezza della coda di 186 mm, la lunghezza del piede di 31 mm e la lunghezza delle orecchie di 16 mm.

### Caratteristiche craniche e dentarie
Il cranio è piccolo e delicato, con una scatola cranica tondeggiante e un rostro lungo e stretto, di cui circa la metà si estende ben oltre la linea degli incisivi. Questa caratteristica è unica tra tutti i muridi. Gli incisivi superiori sono corti, larghi, bianchi ed opistodonti, ovvero con le punte rivolte verso l'interno della bocca. I molari sono cuspidati.
Sono caratterizzati dalla seguente formula dentaria:

### Aspetto
Il corpo è gracile, con la pelliccia soffice, lunga e densa. Il colore delle parti dorsali è grigio brunastro scuro, mentre le parti inferiori sono bianco grigiastre. La pelliccia copre solo la metà delle zampe anteriori e circa due terzi di quelle posteriori. La parte restante è ricoperta di peli bruni sparsi. Le orecchie sono grandi e ovali, incolori e praticamente prive di peli. Gli occhi sono circondati da pelle più scura. Le vibrisse sono lunghe 50 mm. Le zampe sono lunghe e sottili. Ogni dito termina con un cuscinetto e un artiglio affilato. Il pollice è corto e separato dalla superficie palmare. Sono presenti 5 cuscinetti sul palmo delle mani e 6 cuscinetti sulla pianta del piede. La coda è lunga circa due volte la testa e il corpo. La parte dorsale è marrone scuro mentre le parti inferiori sono incolori. Sono presenti 13 anelli di scaglie per centimetro. La parte terminale inferiore è priva di peli e di scaglie, il che fa presumere una leggera funzionalità prensile dell'organo.

## Biologia

### Comportamento
È una specie sia terricola che arboricola, fossoria e notturna.

### Alimentazione
Si nutre di insetti.

## Distribuzione e habitat
Questa specie è nota soltanto da un esemplare catturato sul Monte Tokala ed altri sei catturati sul Monte Gandangdewata, nella regione centrale di Sulawesi.
Vive nelle foreste tropicali umide montane, leggermente disturbate da attività umane, tra 1.600 e 2.600 metri di altitudine.

## Conservazione
La IUCN Red List, considerato che questa specie è stata descritta recentemente e i limiti del suo areale non sono noti, classifica S.macrorhinos come specie con dati insufficienti (DD).